# Thallium(III)-nitrat
Thallium(III)-nitrat ist eine anorganische chemische Verbindung des Thalliums aus der Gruppe der Nitrate, die normalerweise als Trihydrat vorliegt.

## Gewinnung und Darstellung
Thallium(III)-nitrat kann durch Reaktion von Thallium(III)-oxid mit Salpetersäure bei 80 °C gewonnen werden.
{\displaystyle {\ce {Tl2O3 + 6 HNO3 -> 2 Tl(NO3)3 + 3 H2O}}}

## Eigenschaften
Thallium(III)-nitrat-trihydrat ist ein farbloser Feststoff. Beim Erhitzen der Verbindung entsteht Thallium(III)-oxid.

## Verwendung
Thallium(III)-nitrat kann als Reagenz für die schnelle Oxidation von Styrolderivaten zu Carbonylverbindungen, zur regioselektiven Ringerweiterung von cyclischen Ketonen über oxidative Umlagerung, zur selektiven Hydrolyse von Thioacetalen zu Carbonylverbindungen und für allgemeine Syntheseverfahren für 19-Norsteroiden verwendet werden.